# La Nostalgie
La Nostalgie est un roman roumain de Mircea Cărtărescu, publié en 1993 en roumain par les éditions Editura Humanitas, et en français par les Éditions P.O.L en 2017.

## Composition
Le texte est d'abord le recueil de cinq textes autonomes, dont certains ont été publiés séparément en roumain, avant (Le Rêve/Visul, 1992) ou après.
- Prologue : Le Roulettiste (pp. 7-39),
- La Nostalgie : Le Mendébile (pp. 41-93), Les Gémeaux (pp. 94-250), REM (pp. 251-451),
- Épilogue : L'Architecte (pp. 453-491).

## Trame narrative
Chaque texte peut s'interpréter comme délire, dérive, dérade indépendante.

### Le Roulettiste
Le Roulettiste est un personnage, réputé réel, connu du narrateur, écrivain autrefois connu, reconnu (Prix national décerné pour l'humanité noble et généreuse de ses livres, pour sa pleine maîtrise d'une langue expressive (p. 26), et qu'il exècre désormais : ce qui m'étonne le plus aujourd'hui, c'est le conteur "idéaliste", "raffiné", de ces livres, le d'annunzianisme écœurant dans lequel je me complaisais (p. 25). Il survit, hanté par une figure d'autrefois, un ami, roux, psychopathe, en état de déchéance extrême, digne du Christ de Mantegna, et qui demande à participer au jeu de la roulette (un roulettiste, un patron, des actionnaires). Une balle, puis deux, puis trois... À force d'assister à cet horrible spectacle , le narrateur, ravagé de visions (il y eut des centaines, puis des milliers de Dieux effondrés, des milliards de galaxies), pleurant de solitude, ne peut plus guère écrire. J'espère de tout mon cœur [...] que je suis un personnage dans un récit, que malgré mes quatre-vingt ans je ne mourrai jamais puisque, de fait, je n'ai jamais vécu (p. 37). C'est que, de l'encre du stylo, de ses grains déformés apparaissent par coagulation l'Araignée, la Larve, l'Eunuque, l'Unicorne ou le Dieu, alors que tu ne voulais simplement parler, toi, que de toi. La littérature est tératologie (p. 8).

### Le Mendébile
Dans Le Mendébile, le narrateur, au moins trentenaire, écrit puis oublie des souvenirs d'enfance, mais l'écriture de personnages réels, avec des actions réelles, réveille, révèle, ou invente de mauvais rêves, que le narrateur, Mirciosu, actuellement professeur de roumain, n'a pas le courage de relire son texte, un peu comme dans Lovecraft. Autrefois, dans le quartier Obor de Bucarest, s'activait une bande de sept ou huit garçons âgés de cinq à douze ans (p. 48), Luci, Lutz, Lumpe, Nicu, Mimi, Sandu, Voda, Mirciosu, Dan le Fou (le Mendébile)..., dans des jeux cruels sur de petits animaux, ou entre eux, ou avec les filles (Yolande, Mona...), comme ces sorcelleries masquées, dans le labyrinthe des fossés de canalisation. Un jour, paraît un nouveau, différent, apathique, qu'ils ne parviennent pas à intégrer ni à maîtriser. Au contraire, il s'impose, délivre ses récits. Le Mendébile II les soumet à une forme d’hypnose collective, jusqu'à la scène de la salle de chaufferie, où les enfants, troupe ou meute de voyeurs malgré eux, assistent à peine à ce qui les fait fuir, et les hante désormais : halluciné, hanté de rêves horribles, impossibles à raconter. Ils renvoient à la première théorie du Mendébile : Dans ma tête, sous la boîte crânienne, il y a un homoncule qui me ressemble parfaitement. [...] C'est mon marionnettiste (p. 69). Mais dans mon marionnettiste, il y a un autre marionnettiste... en abyme, à l'infini.

### Les Gémeaux
Au quatrième étage d'un immeuble d'un quartier central et aisé de Bucarest, un très jeune homme se métamorphose, se rase intégralement, s'habille en femme, et présente son parcours. Les morceaux musicaux évoqués datent des années 1970 : Stones, Beatles, Santana, Creedence, My Sweet Lord, Sergent Peppers.
Les premières fulgurations de souvenirs à s'éveiller en moi datent, je crois, de mes deux ou trois ans (p. 111). Et, depuis qu'il le peut, il écrit, afin de consigner l'inexprimable (p. 124). Souvenirs réels d'enfant de milieu pauvre mêlés à des souvenirs rêvés : poupée chinoise en plastique culbuto, découverte de ses tresses blondes d'enfant, explorations avec Marcela, jeux stupides en sortie scolaire forestière avec Traian (sa courtilière et son somnambulisme), expérience hallucinatoire (p. 131) avec Ante Livia (onze ans), jeu de l'oracle avec Lili.
L'essentiel est le compte-rendu de cette année de terminale 1977-1978, interrompue, inachevée. Dans un contexte personnel critique (mon érotisme était entré dans sa phase d'inhibition agressive (p. 145), pression de la solitude, je me sentais universel, prêt à devenir moi-même le cosmos. [...] Peu à peu, je me sentais de moins en moins comme un génie, de plus en plus comme un triste raté (p. 150)), avec des relations complexes et difficiles avec les autres élèves, arrive une nouvelle élève, Georgina Vergulescu (Gina).
Leur relation compliquée (indifférence, observation, attirance, rapprochement, dépendance, distance, mépris...) développe l'érotopathie d'Andrei, par ailleurs vaguement jaloux d'amants supposés de Gina (Silviu, Serban) : rue de Vénus, repaire de l'Araignée, mante religieuse, haut style. Je bâillais encore de mes mâchoires spasmodiques dans les eaux croupies de l'adolescence (p. 216). C'est après lui avoir écrit une longue lettre de seize pages, non citée, que tout se produit. Une porte dérobée de la chambre de Gina donne dans un labyrinthe souterrain qui traverse une partie de la ville et les mène au Musée Antipa (d'histoire naturelle), le mystérieux centre du monde (p. 224), qu'Andrei connaît si bien : nous sommes entrés dans la grande folie des invertébrés (p. 228). À l'aller, la traversée de toutes les collections est presque un jeu, réveiller tous les animaux, au retour cela devient une terreur panique (pp. 223-243) : comment échapper à leur réanimation ? De la fusion, éphémère, dans la chambre d'amour, résulte une inversion : je me suis réveillé transformé, transféré en Gina (p. 239).
Gémeaux-jumeaux. Andreï, transformé en sa sœur, est hospitalisé(e), en neurologie, dans un dortoir d'une dizaine de dix jeunes filles, Mira, Altamira, Paula, Lavitzia (Lavina), et surtout Elisabeth, tireuse de cartes et épileptique. Une technique de soins consiste à faire écrire chaque malade son récit : graphomanie sur ordonnace. Le narrateur accepte de leur confier [s]on manuscrit, une fois achevé (p. 243). Le lecteur ne peut pas savoir où commence et finit le récit, quel personnage est à l'origine, si les petits vieux sont les parents ou les grands-parents de Gina ou les sœurs hospitalières. Le monstre me tient, il m'est monté dessus et me tient serré entre ses pattes (p. 243). Alors, qui a écrit (p. 215) ?
Hallucinante et hallucinatoire est également la mise en scène, initiale et finale, de cet Andreï, rasé de frais, habillé en femme, dans les habits et les chaussures de sa sœur, couché sur son piano, imbibé de liquide jaune-brun, agitant un briquet...

### REM
Le narrateur, un être, invisible, hideux et translucide (p. 257), aux fines pattes velues, vampire, goule, alien, horla, observe l'arrivée d'une femme, plus très jeune (trente-cinq ans), dans un studio minuscule, en marge de la Capitale (p. 253). Svetlana (Nana), de silhouette gracile, est passionnée d'astrologie, de zodiaque, tient un dossier sur les Gémeaux : je me tiens perché sur le dernier rayon de la bibliothèque à me frotter le ventre contre "Le Musée noir" de Mandiargues (p. 266). Puis, il circule en ville, dans un bus, à la recherche d'un gamin mal dégrossi et déboussolé, blond à la barbe dorée, Vali (vingt-quatre ans), et s'introduit en lui. Nana, rencontrée chez un cousin, Serban, à une réunion d'astrologie, intéresse Vali et/ou le narrateur pour son âme, qu'il entend capturer dans [s]on filet scintillant (p. 266) : Je me dépêche de m'installer à nouveau dans son lobe pariétal gauche , là où la moindre lésion provoque l'aphasie, l'agraphie et l'alexie (p. 266). La victime précédente est Maria/Mary, vierge, virginale, petite bouledogue (p. 270), mal accompagnée de son Poeye : Marine Boy / Papaï, souvent absent, alors que l'hôte Bardamu est bien présent. Vali ? Dans deux ans, [...] il écrira le premier récit de ce volume, "Le Roulettiste" (p. 277).
L'essentiel du texte est ainsi le récit rétrospectif d'un été, vers 1960-1961, de Nana, encore enfant, de douze ans, habitant une maison bizarre, à balcon minuscule et grenier, avec sa mère Viorica et son père Costel. Une sortie rare est le quartier d'Obor à Bucarest (nord-est), avec étals, commerces, attractions, dont La Petite Ville des Enfants (p. 282), avec la fusée Vostok, grandeur nature, et Leika, Stella, Belka. Le tramway sert surtout à se rendre à Dudesti (ro)-Cioplea (ro), dans la maison de tante Aura (Aurelia) et oncle Lazar. Là, elle peut jouer dans le jardin, avec cabinet au fond, et camion bleu sans roue, avec le chien Rhombe, la chatte Gigi. Marcel / Marcelino sert principalement à la mettre en relation avec les filles des maisons proches, les jumelles Ada et Carmina, la petite Tzigane Anémone, Poussine la fille du boucher, Lysa la Baleine, et Esther, revue récemment.
Les sept filles commencent par dessiner des marelles, puis s'adonnent au jeu de la Reine : à tour de rôle, chacune devient reine, et, pour quelques heures, décide des épreuves. Nana est confrontée à deux visiteurs, les bannis, deux épouvantails aux gestes lents, très grands, très maigres, la mère Madame Bach, venue essayer une robe commandée à tante Aura, et son fils Egor, vingt ans, né en 1940, après sa sœur née en 1937. Il lui raconte la longue et étrange histoire familiale, et leur installation au-delà de la ville, dans la campagne désolée de Dudesti, dans la remise (REM° EN 1945, puis dans la tour de guet en 1947. Le grand père, artiste de cirque, exhibait un tatouage mobile, et évolutif. Peu après avoir affiché REM, l'ancêtre a fini déchiqueté par le couple de syrus (p. 328). Avant de partir, Egor confie à Nana un coquillage, à glisser sous son oreiller, et lui demande de rêver sept nuits de suite, de rêver les sept rêves de mon coquillage (p. 364), et de les lui raconter.
La seconde partie du texte alterne donc les récits de rêves nocturnes (qui commencent tous en forêt) et de séances diurnes du jeu de la Reine, pour lesquelles les sept filles ont tiré au hasard un jour, une couleur, un objet, un lieu.
1. Lysa, bréchet, liseron, déplacement vers une grotte, avec creusement, escalier, couloir, immense squelette humain (Rolando, vingt mètres) dans une aura ultramarine (p. 345),
2. Ada, la reine indigo, le zinnia, la montre : les sept âges de la vie,
3. Carmina, la reine bleue, vêtue d'azur, la perle percée, visions : grand squelette,
4. Poussine, la reine vert pourpier, le stylo : licorne, chenille, crabe rose...
5. Esther, la reine jaune, le dahlia, le thermomètre : nous avons vu..., j'ai pleuré ce jour-là jusqu'au soir (p. 408),
6. Anémone, la reine orange, la gueule-de-loup, chez les Tziganes en soirée, par pleine lune : procès de Mia, défilé de sorcières, fuite,
7. Sveltana, rouge, la rose, la bague : mariage avec Esther.

Au septième rêve, Svetlana rêve de la remise (REM), d'un jeune homme qui y écrit, et qui lui délivre une feuille d'un calendrier qui ne devait paraître que vingt ans plus tard (p. 442).
Nana, beaucoup plus tard, vers 1980, retourne dans les lieux : tout est transformé, la tour de guet est abolie, REM est toujours là...

### L'Architecte
Emil Popescu, né en 1950, architecte, spécialiste en constructions d'usines à huile, constate un jour que toutes ses constructions sont inspirées d'images de Giorgio de Chirico (p. 454). Son épouse Elena, également architecte, s'est spécialisée dans les fabriques de lait. Leurs prouesses dans divers pays d'Europe de l'est leur permettent d'acheter une Dacia 1300, qu'ils tentent d'apprivoiser, en attendant de réussir (à passer) le permis de conduire. Un matin, très tôt, il appuie sur le klaxon, et ne peut plus l'interrompre. Tous les habitants de l'immeuble s'insurgent, un intervenant furieux y parvient. Par la suite, il achète un klaxon qui joue un air de Verdi. Après d'autres essais, en sourdine, mais vite décevants, il décide de faire monter un orgue électrique dans la Dacia. Son klaxonnage se transforme en création musicale, enfantine, puis inventive et agréable. Un professeur de musique, saxophoniste, alerté, s'intéresse au phénomène : l'architecte, après des hymnes orphiques, un péan à Apollon (d'Onésicrite), un cantus planus grégorien, est en train, sans aucune culture musicale, à plein temps, de réinventer toute l'histoire de la musique européenne. Le saxophoniste s'installe dans la Dacia, l'épouse aussi. L'imprésario improvisé informe le public (revue, journaux, radio, télévision). L'épouse divorce et devient mère. Le créateur crée.
Emil évolue en même temps que son répertoire s'élargit : perte d'appétit, gain de poids, regard d'aveugle sur le monde, toile d'araignée sur le visage, croissance des doigts. Jour et nuit, il exécutait des concerts entiers de Beethoven et de Tchaïkovski, sans les avoir jamais entendus, en les réinventant, dans son état d'hallucination continue (p. 479). Sa réputation se répand dans le monde entier. Une entreprise japonais lui offre et lui installe un synthétiseur géant, avec deux techniciens en permanence : des centaines de touches, des milliers de fréquences concurrentes, Ravel, Schönberg, Weber… Sa musique s'adresse désormais au corps entier des auditeurs. Retransmise partout, elle charme, même si certains ne peuvent la supporter, et tentent de supprimer le créateur, en vain : plus l'agression était puissante, plus la musique était écrasante (p. 487). La faim de musique était horrible (p. 488). Sur-artiste, sur-interprète, le démiurge modifie les psychismes, les mondes, l'univers…

## Thématiques
Le grand thème semble être celui de la création, artistique, principalement littéraire, avec la figure du créateur, tour à tour débile, dément, démiurge, destructeur, bourreau et victime.
Diverses figures d'écrivains réels sont évoqués :
- Mihai Eminescu (1850-1889), Constantin Chiriță (ro), George Bacovia, Camil Petrescu, Anton Holban, Ion Biberi (ro), Liviu Popovicu, Mihail Sadoveanu, Garabet Ibrăileanu, Ion Barbu, VladimirColi, Radu Maier, François Molnar, Constantin Chirita,
- Thomas Mann, Goethe, Kafka, Novalis, Hoffmann,
- Sandburg, Capote, Virginia Woolf, William Blake, Salinger, John Wain, Dylan Thomas, Wallace Stevens,
- Proust, Nerval, Mallarmé, Camus, Sartre, Céline, Rimbaud, Valéry, Beckett, Éluard, Verlaine, Mandiargues, Marcel Sendrail, Alain-Fournier (Et toi, Yvonne de Galais (p. 312)),
- Platon,
- François Molnar, Kierkegaard, Dostoïevski, Petros Haris (ro), Cortazar, Marquez, Yanis Ritsos,
- mais aussi le savant jésuite Athanasius Kircher (1602-1680), ou l'Agartha,
- Ingres, Chirico, Henri Rousseau, Brancusi, et quelques cinéastes dont Antonioni...

Parmi les figures d'écrivains fictifs, Egor est sans doute d'autant plus attachant qu'il intervient peu et délègue.
Sa généalogie, consignée dans la chronique de Dumitru, valide ses compétences. Du temps du prince Hangerliu (avant 1800), un de ses ancêtres, d'origine géorgienne, commerçant en soie et satin, est venu en Principauté de Valachie (Roumanie). La descendance commerçante a contracté au Ghana une maladie osseuse (p. 323). Le grand-père, Dumitru, artiste tatoué de cirque, alias Signor Firelli, mesurait deux mètres quarante-huit. Une collection de timbres rares est un des rares héritages de cette branche de la famille, et la mère (fille de Soïle et épouse d'Augustin) vend parfois une de ces vignettes postales pour les grandes dépenses. La rencontre avec Nana semble prometteuse : Tu sais écouter, toi, m'a-t-il dit. Mais on verra si tu sais rêver (p. 331). Puis au premier récit de rêve : Les nuits vont se relier, si c'est bien toi, et ils te conduiront au REM. Il n'y a pas d'autre chemin (p. 351). Puis : le REM, unique au monde, est fait pour celui qui rêve les rêves, c'est-à-dire pour toi (p. 390). Il se confie à Svetlana : Non, je ne veux pas devenir un grand écrivain, je veux devenir Tout. Je rêve sans cesse d'un créateur qui par son art parviendrait réellement à influencer la vie des gens, de tous les gens, puis la vie de l'univers tout entier, et du temps. Ensuite il se substituerait à l'univers, il deviendrait lui-même le Monde (p. 392). Je suis le Guide et le Gardien ici, à la marge du monde (p. 412).
La REM ? C'était tout bonnement une remise située, Dieu sait pourquoi, en plein champ (p. 329). Commencer à comprendre ce qu'est le REM : comprendre qu'il ne se trouve pas là-bas, dans la remise, mais au-dehors, et qu'en fait, nous sommes le REM, toi et moi, et mon récit, avec tous ses lieux et tous ses personnages (p. 447)... Le REM, c'est peut-être la nostalgie. Ou autre chose encore. Ou tout ça à la fois. Je ne sais pas, je ne sais pas (p. 448). La famille d'Egor a reçu un don merveilleux d'une fourmi d'Afrique : leur Thymus (anatomie)-thymus n'involue pas : je resterai toujours un enfant, voilà le don. [...] Grâce à lui, on pénètre dans le rêve, on devient, pour ainsi dire, un habitant du rêve (p. 433).

## Éditions
- Nostalgia (édițion intégrale de Visul), Editura Humanitas, Bucarest, 1993.
- Nostalgia, traduit en allemand par Gerhardt Csejka, Volk und Welt Verlag, Berlin, 1997,  (ISBN 3-353-01094-7).
- Nostalgia, traduit en suédois par Inger Johansson, Bonniers Panacheserien, 2002  (ISBN 9789100578763).
- Nostalgia, traduit en anglais par Julian Semilian, avec introduction d'Andrei Codrescu, New Directions Publishing Corporation, 2005,  (ISBN 0-8112-1588-1).
- Nostalgia, traduite en italien par Bruno Mazzoni, Roma, Voland, 2003, réédition 2012.
- La Nostalgie, traduite en français par Nicolas Cavaillès, Éditions P.O.L, 2017  (ISBN 978-2-818-02036-4).

## Réception
La meilleure introduction en français reste l'entretien de l'auteur au Matricule des anges.
« Prodigieuse errance, à travers un Bucarest halluciné, de personnages en proie aux métamorphoses »